# Kenard Lang
Kenard Dushun Lang (Orlando, 31 gennaio 1975) è un ex giocatore di football americano statunitense che ha militato nel ruolo di defensive end nella National Football League.

## Biografia
Dopo avere giocato al college a football a Miami, Lang fu scelto come 17º assoluto nel Draft NFL 1997 dai Washington Redskins. Vi giocò per cinque stagioni, mettendo a segno 21,5 sack. Nel 2002 passò ai Cleveland Browns con cui, l'anno successivo ebbe un primato personale di 8 sack. Dopo avere tentato senza successo di essere convertito nella posizione di linebacker nella stagione 2005, fu svincolato. Disputò l'ultima annata della carriera con i Denver Broncos.

## Statistiche
| Tackle         | 449  |
| Sack           | 50,0 |
| Fumble forzati | 15   |